# Christian Julius Luther
Christian Julius Luther (* 14. September 1735 in Harburg; † 26. März 1807 in Clausthal) war ein deutscher lutherischer Theologe und Generalsuperintendent der Generaldiözese Grubenhagen und auf dem Harz.

## Leben
Luther war Hilfsprediger an der Schlosskirche Hannover und wurde 1763 zweiter Pastor in Harpstedt, 1764 zweiter Pastor (Archidiakon) in Clausthal, 1773 Pastor und Superintendent an St. Jacobi in Göttingen sowie 1796 erster Pastor an der Marktkirche in Clausthal und Generalsuperintendent von Grubenhagen und auf dem Harz.